# Manchuria (Schiff)
Die Manchuria war ein 1904 in Dienst gestelltes Passagierschiff der US-amerikanischen Reederei Pacific Mail Steamship Company. Sie diente im Ersten Weltkrieg mit der taktischen Kennung ID-1633 als Truppentransporter für die US Navy und fuhr nach dem Krieg unter den Namen President Johnson und Santa Cruz wieder als Passagierschiff bei verschiedenen Reedereien. 1952 wurde sie in Italien verschrottet.

## Planung und Konstruktion
Das 13.639 BRT große Dampfschiff wurde am 18. Dezember 1900 bei der Werft New York Shipbuilding in Camden im US-Bundesstaat New Jersey bestellt und am 3. September 1902 unter dem Namen Minnekahda auf Kiel gelegt. Das Schiff wurde von dem Schiffsmagnaten Bernard N. Baker geordert, der es für seine 1881 in Baltimore gegründete Reederei Atlantic Transport Line (ATL) in Dienst stellen wollte. Im selben Zuge wurde ein baugleiches Schwesterschiff geordert, das bei der gleichen Werft am 7. Juni 1902 als Minnelora auf Kiel gelegt wurde.
Baker wollte die beiden Dampfer seiner ATL-Flotte hinzufügen, deren Schiffsnamen alle mit „Minne-“ begannen und mit denen er am boomenden Handelsverkehr auf dem Nordatlantik um die Jahrhundertwende profitieren wollte. Im Gegensatz zu den bereits vorhandenen Schiffen wurden die beiden neuen aber trotz wesentlich höherer Baukosten nicht in Großbritannien, sondern in den USA gebaut. Denn Baker war davon überzeugt, dass der Gesetzesentwurf zur Subventionierung des Schiffbaus, über den zu dem Zeitpunkt gerade im Kongress abgestimmt wurde, zu Zuschüssen für den Schiffbau seitens der US-Regierung in Bezug auf Konstruktion und Betrieb führen würde.
Nachdem der Gesetzesentwurf aber vom Kongress abgelehnt worden war, wurden die beiden Schwesterschiffe noch während der Bauphase umgehend zum Verkauf angeboten und von Edward Henry Harrimans Pacific Mail Steamship Company aufgekauft. Die Minnekahda lief am 2. November 1903 als Manchuria und die Minnelora am 24. Juli 1903 als Mongolia vom Stapel. Die Manchuria hatte einen Schornstein, vier Masten und zwei Propeller. Sie wurde von zwei achtzylindrigen Vierfachexpansionsdampfmaschinen angetrieben, die sie auf bis zu 16 Knoten beschleunigen konnten und verfügte über vier Doppelender- und vier Einender-Dampfkessel mit insgesamt 36 Feuerungen.

## Dienstzeit bis zum Ersten Weltkrieg
Die Übergabe an die Reederei erfolgte am 25. Mai 1904. Am 30. August desselben Jahres lief die Manchuria zu ihrer Jungfernfahrt aus. Wie die Mongolia wurde sie auf der transpazifischen Route von San Francisco über Hawaii nach Yokohama und Hongkong eingesetzt. Als sie am 8. Juli 1905 in San Francisco zu einer weiteren Überfahrt in den Fernen Osten ablegte, hatte sie eine Delegation amerikanischer Kongressabgeordneter unter der Führung des Kriegsministers und späteren US-Präsidenten William Howard Taft an Bord. Ebenfalls an Bord waren Theodore Roosevelts 21-jährige Tochter Alice und der Kongressabgeordnete Nicholas Longworth, den sie 1906 heiratete. Im selben Jahr lief die Manchuria bei der Hawaii-Insel Oʻahu auf Grund und wurde mithilfe der Schlepper Maui und Fearless von dem Riff befreit. Die Manchuria wurde von dem US-Schlachtschiff USS Wisconsin nach San Francisco geschleppt und konnte aufgrund eines Streiks erst nach mehr als einem Jahr wieder in den Dienst zurückkehren.
1915 wurden die fünf größten Schiffe der Pacific Mail Steamship Company – die Manchuria, die Mongolia, die Korea, die Sibiria und die China – von der Atlantic Transport Line aufgekauft, die Ersatz für ihre bisherigen Kriegsverluste benötigte. Die Pacific Mail Steamship Company begründete den Verkauf mit dem Ansteigen der japanischen Konkurrenz und Nachteile durch den von Senator Robert La Follette initiierten Seaman’s Act (offiziell Act to Promote the Welfare of American Seamen in the Merchant Marine of the United States) vom 4. März 1915. Am 27. Oktober 1915 verließ die Manchuria San Francisco zum letzten Mal. Am 13. Juni 1917 kollidierte sie im New Yorker Hafen mit dem Monitor Amphitrite.
Am 10. April 1918 wurde sie von der United States Navy als Truppentransporter angefordert und am 25. April mit der Bezeichnung USS Manchuria (ID-1633) als solcher in Dienst gestellt. Die Schiffsführung erhielt Commander Charles S. Freeman. Sie wurde der Navy-Einheit Cruiser and Transport Force zugeteilt. Als Truppentransporter unternahm sie insgesamt 13 Truppenfahrten nach Frankreich, davon neun nach dem Waffenstillstand im November 1918. Die letzte dieser Fahrten endete am 25. August 1919 in New York. Nach Kriegsende brachte das Schiff 39.500 Soldaten zurück in die USA. Am 11. September 1919 wurde die Manchuria aus dem Dienst der Navy entlassen und wieder ihren Eignern übergeben.

## Zweiter Weltkrieg und Ende
Sie wurde nach dem Krieg für den Service von New York nach Hamburg genutzt. 1923 wurde sie an die Panama Pacific Line verchartert und auf der Strecke von New York über den Panamakanal nach San Francisco eingesetzt. Im November 1928 wurde sie an die Dollar Line verkauft, die sie unter dem Namen President Johnson für ihre „Round the World“-Fahrten von New York über Panama nach Kalifornien, Japan, China, durch das Mittelmeer und zurück nach New York verwendete. Am 26. Oktober 1938 wurde das Schiff von der United States Maritime Commission erworben und unter das Management der American President Lines gestellt, die die Bestände der bankrotten Dollar Line übernahm.
Am 29. November 1941 wurde sie von der War Shipping Administration für den Dienst in der United States Army angeworben. Am 5. Dezember legte sie in San Francisco zu den Philippinen ab, brach die Fahrt aber wegen des Angriffs auf Pearl Harbor zwei Tage später ab und kehrte zurück. Am 27. Dezember 1941 begann die erste von acht Truppenfahrten nach Honolulu. In den verbleibenden Kriegsjahren war sie an verschiedenen Operationen im südpazifischen Raum beteiligt. Am 14. Januar 1946 endete ihr Service bei der US Army.
Am 26. April 1946 wurde sie der United States Maritime Commission rücküberstellt, die sie an die Tagus Navigational Company aus Panama verkaufte. Von dieser wurde sie wiederum 1948 an die italienische Società S.A.I.C.E.N. mit Sitz in Savona verchartert und unter dem Namen Santa Cruz im Auswandererverkehr von Italien nach Südamerika genutzt. 1952 wurde das Schiff in Savona abgewrackt.